# Alima Dembélé
Alima Dembélé (Bamako, 20 de gener de 2000) és una jugadora de bàsquet que juga a la selecció femenina de bàsquet de Mali i al Club Joventut Badalona de la Lliga Femenina.

## Carrera esportiva
Va començar a jugar a bàsquet als 11 anys. A Europa va debutar a La Salle Melilla l'any 2019. La temporada 2019-2020 la comença al Magec Tias de Lanzarote, i en el mes de novembre és traspassada al Barakaldo, tots dos equips de la Lliga Femenina 2. La temporada següent juga al Baloncesto Adareva tinerfeny.
La temporada 2021-22 debuta a la Lliga Femenina amb la Fundación Promete, passant a jugar al Baloncesto Leganès a mitja temporada. L'any següent fitxa per l'Ibaeta, i el 2023 ho fa pel Club Joventut Badalona de la Lliga Femenina Challenge. L'equip logra l'ascens de categoria i la temporada 2024-25 Alima torna a jugara a la Lliga Fwmenina, sent la MVP de la fase d'ascens.